# Nikola III.
Nikola III., rođen kao Giovanni Gaetano Orsini, papa od 25. studenog 1277. do 22. kolovoza 1280. godine.